# 塞蒂莫维托内
塞蒂莫维托内（義大利語：Settimo Vittone），是意大利都灵省的一个市镇。总面积23平方公里，人口1537人，人口密度66.8人/平方公里（2009年）。ISTAT代码为001266。